# Bartosz Wierzbięta
Bartosz Wierzbięta (ur. 2 grudnia 1974 w Warszawie) – polski tłumacz, dialogista, reżyser dubbingu, muzyk.

## Życiorys
Absolwent Instytutu Lingwistyki Stosowanej Uniwersytetu Warszawskiego. Pracę tłumacza rozpoczynał od przekładu filmów dokumentalnych dla kanału Planete. Znany przede wszystkim jako twórca dialogów w polskiej wersji filmów animowanych, m.in. Shrek, Rybki z ferajny, Madagaskar, Kurczak Mały, oraz gry komputerowej Rayman 3. Jest również współautorem scenariuszy seriali Na Wspólnej, Czego się boją faceci, czyli seks w mniejszym mieście, U fryzjera i Faceci do wzięcia. Wystąpił też gościnnie w niektórych odcinkach seriali U fryzjera i Czego się boją faceci...
W 2011 zadebiutował jako reżyser dubbingu do filmu Rango. Natomiast w 2017 serial animowany Przytul Mnie, do którego napisał scenariusz, został wyróżniony na Festiwalu Filmów dla Dzieci i Młodzieży „KinoJazda” za „zabawne, ale jakże prawdziwe i poruszające ukazanie ciepłej relacji między ojcem, a synem. Prosta historia o miłości, poświęceniu i chęci dawania szczęścia drugiej osobie”. Należy również do Stowarzyszenia Filmowców Polskich.

## Tłumaczenia
Uważa, że przetłumaczone dialogi muszą być zrozumiałe dla polskiej publiczności, dlatego w wielu sytuacjach powinny one znacząco różnić się od wersji oryginalnej. Jednak, pomimo tego, podkreśla, że w dobrym dubbingu tekst wypowiadany przez postacie powinien być dopasowany do tego, co dzieje się na ekranie oraz do podkładającego głosu pod daną postać aktora. W swoich tłumaczeniach filmów używa przede wszystkim języka potocznego, ponieważ zbyt formalne wypowiedzi postaci, szczególnie tych będących dziećmi, zmniejszają autentyczność całego dubbingu, poza tym wielokrotnie podkreślał to, że zachowanie poprawności językowej nie jest priorytetem podczas pisania dialogów do filmów animowanych – „Tym [nauką języka] powinna się zajmować chyba szkoła”. Za ogólny cel obiera sobie rozbawienie widzów, a napisane przez niego żarty bardzo często są wielopoziomowe, zabawne zarówno dla dzieci, jak i dorosłych. W udzielonym dla Gazety Krakowskiej wywiadzie przyznał, że „najlepsze rozwiązania przychodzą intuicyjnie. Jeśli siedzimy nad czymś i głowimy się godzinami, jak to zrobić, zwykle wychodzi gniot”. Pisząc dialogi do polskiej wersji Uciekających Kurczaków, inspirował się językiem bohaterów prozy Leopolda Tyrmanda. Jako największe wyzwanie w karierze tłumacza wymienia film Shrek 2 oraz główną postać z serialu Zestresowany Eryk, którego styl wypowiadania się był trudny do przełożenia na język polski, szczególnie dla początkującego tłumacza. Wielokrotnie współpracował z reżyser dubbingu Joanną Wizmur. Ich pierwszym wspólnie zrealizowanym filmem były Uciekające Kurczaki, a ostatnim Na Fali. Wierzbięta wielokrotnie wspominał, że bez niej sukcesy polskich wersji językowych filmów takich jak Shrek nie byłyby możliwe.
Jego najbardziej znanym tłumaczeniem jest tłumaczenie filmu Shrek z 2001 roku. W oryginalnej wersji językowej film ten zawierał wiele zabawnych nawiązań do amerykańskiej kultury popularnej. W celu zachowania humoru filmu konieczne było zaadaptowanie ich tak, aby nawiązywały do czegoś, co w równym stopniu rozbawi polską publiczność. Dlatego w polskiej wersji filmu pojawiły się, między innymi, aluzje do postaci Żwirka i Muchomorka, filmu Seksmisja oraz do piosenki Jonasza Kofty „Śpiewać każdy może”, którą użyczający głosu postaci Osła, Jerzy Stuhr wykonywał podczas festiwalu w Opolu w 1977 r. Ogromny sukces Shreka przyczynił się do wzrostu popularności polskich dialogów w filmach animowanych.

## Reżyser dubbingu
- 2011: Rango
- 2011: Przygody Tintina
- 2011: Kot w Butach
- 2012: Hotel Transylwania
- 2014: Pudłaki
- 2015: Hotel Transylwania 2
- 2016: Angry Birds
- 2017: Sing
- 2017: Gru, Dru i Minionki

## Scenarzysta
- 2003–2005: Czego się boją faceci, czyli seks w mniejszym mieście
- 2003: Na Wspólnej
- 2006: Kajko i Kokosz (animowany krótki metraż)
- 2006: U fryzjera
- 2007: Faceci do wzięcia
- 2007: I kto tu rządzi?
- 2007: Halo Hans!
- 2011: Przyjaciele

## Dialogi polskie
- 1994–1998: Magiczny autobus
- 1995–1996: Maska
- 1996–1998: Mała księga dżungli
- 1997–2001: Krowa i Kurczak (tłumaczenie)
- 1997–2004: Johnny Bravo (tłumaczenie)
- 1997–1999: Jam Łasica
- 1997: Sam i Max – Niezależni policjanci
- 2000: Nowe szaty króla
- 2000: Droga do El Dorado
- 2000: Uciekające kurczaki
- 2000–2003: X-Men: Ewolucja (odc. 4, 5, 30)
- 2001: Atlantyda. Zaginiony ląd
- 2001: Spirited Away: W krainie bogów
- 2001: But Manitou
- 2001: Mali agenci
- 2001: Potwory i spółka
- 2001: Shrek
- 2001–2004: Bliźniaki Cramp
- 2002: Smocze wzgórze
- 2002: Asterix i Obelix: Misja Kleopatra
- 2002: Pinokio
- 2002: Mali agenci 2: Wyspa marzeń
- 2002: Lilo i Stich
- 2003: Mój brat niedźwiedź
- 2003: Atlantyda. Powrót Milo
- 2003: Mali agenci 3D: Trójwymiarowy odjazd
- 2004: Shrek 2
- 2004: Przygody Lisa Urwisa
- 2004: Mickey, Donald, Goofy: Trzej muszkieterowie
- 2004: Mulan II
- 2004: Wymiar Delta
- 2004: RRRrrrr!!!
- 2004: Rogate ranczo
- 2004: Rybki z ferajny
- 2005: Kurczak Mały
- 2005: Czerwony Kapturek – prawdziwa historia
- 2005: Pingwiny z Madagaskaru: Misja świąteczna
- 2005: Kajko i Kokosz
- 2005: Nowe szaty króla 2: Kronk – Nowe wcielenie
- 2005: Madagaskar
- 2006: Sposób na rekina
- 2006: Happy Feet: Tupot małych stóp
- 2006: Wpuszczony w kanał
- 2006: Sezon na misia
- 2006: Skok przez płot
- 2006: Asterix i wikingowie
- 2007: Shrek Trzeci
- 2007: Na fali
- 2007: Film o pszczołach
- 2007: Don Chichot
- 2007: Pada Shrek
- 2008: Kung Fu Panda
- 2008: Madagaskar 2
- 2009: Potwory kontra Obcy
- 2009: Klopsiki i inne zjawiska pogodowe
- 2010: Spamalot
- 2010: Jak wytresować smoka
- 2010: Planeta 51
- 2010: Shrek Forever
- 2010: Biała i Strzała podbijają kosmos
- 2010: Megamocny
- 2011: Rango
- 2011: Shrek The Musical
- 2011: Kot w Butach
- 2011: Kung Fu Panda: Legenda o niezwykłości (odc. 1)
- 2012: Piraci!
- 2012: Madagaskar 3
- 2012: Hotel Transylwania
- 2012: Strażnicy marzeń
- 2013: Uniwersytet potworny
- 2013: Smerfy 2
- 2013: Klopsiki kontratakują
- 2013: Skubani
- 2014: Transformers: Wiek zagłady
- 2014: Pudłaki
- 2015: Minionki
- 2015: Kraina jutra
- 2016: Zwierzogród
- 2016: Sekretne życie zwierzaków domowych
- 2016: Angry Birds film
- 2016: Sing